# Martin Zinggl
Martin Zinggl (* 1983 in Wien) ist ein österreichischer Reporter, Autor, Filmemacher und Fotograf. Sein Schwerpunkt liegt in der Auslandsreportage.

## Leben
Zinggl studierte Kultur- und Sozialanthropologie an der Universität Wien. 2007 lebte er im Rahmen einer Feldforschung für seine Diplomarbeit sieben Monate in Tuvalu. Sein erstes Buch über diese Erfahrung, "Warum nicht Mariazell? Als Ethnologe in Tuvalu" wurde 2013 veröffentlicht; der anthropologische Dokumentarfilm "Toku Fenua" bereits 2011.
Seit den frühen 2000er-Jahren arbeitet Zinggl als freiberuflicher Reporter. Seine ausgedehnten Reisen in oft entlegene Gebiete führten ihn bereits in über einhundert Länder. Die so entstandenen Reportagen befassen sich häufig mit indigenen Völkern, gesellschaftlichen Umbrüchen und ökologischen Fragestellungen, darunter beispielsweise die letzten Nomaden Südasiens in Nepal, die Ilha da Queimada Grande in Brasilien und die Müllinsel Thilafushi auf den Malediven. Seine Reportagen wurden unter anderem in der Wiener Zeitung, Spiegel Online, Al Jazeera, Reportagen und Geo veröffentlicht.
Zinggls Fotografien begleiten regelmäßig seine journalistischen Arbeiten und wurden in internationalen Ausstellungen gezeigt. Zudem produziert er auch Reportagen für das Fernsehen.
2017/18 absolvierte er die Reportageschule in Reutlingen.
Er war weiters zwischen 2012 und 2016 für Ärzte ohne Grenzen in Haiti, dem Irak, Liberia, Sierra Leone und Nigeria als Kommunikationsbeauftragter und Health Promoter tätig.
2023 wanderte Zinggl entlang des Sultans Trail rund 2,400 km von Wien nach Istanbul. Sein Buch „Das ist kein Spaziergang. Auf dem Sultans Trail zu Fuß von Wien nach Istabul“ ist 2025 im Knesebeck Verlag erschienen.

## Veröffentlichungen (Auswahl)
- 2013: Warum nicht Mariazell? Als Ethnologe in Tuvalu. Abera Verlag, Hamburg ISBN 978-3-939876-04-5
- 2016: Lesereise Nepal. Im Land der stillen Helden. Picus Verlag, Wien ISBN 978-3-7117-1069-7
- 2017: Lesereise Lissabon. In der Wehmut liegt die Kraft. Picus Verlag, Wien ISBN 978-3-7117-1076-5
- 2020: Gebrauchsanweisung für Lissabon. Piper Verlag, München ISBN 978-3-492-27741-9
- 2025: Das ist kein Spaziergang. Auf dem Sultans Trail zu Fuß von Wien nach Istanbul, Knesebeck, München, ISBN 978-3-95728-857-8

## Preise und Auszeichnungen (Auswahl)
- 2017: Anerkennungspreis der Ärztekammer für Wien
- 2018: Internationales Medien-Stipendium der Sir-Greene-Stiftung
- 2020: Medienpreis der Deutschen Sepsis-Gesellschaft
- 2021: Writer-in-Residence der one world foundation
- 2023: Österreichischer Zeitschriftenpreis
- 2023: Memento-Medienpreis
- 2023: Projektstipendium Literatur der Stadt Wien
- 2023: Projektstipendium Sachbuch von Literar Mechana